# Hervé Meschinet
Hervé Meschinet de Richemond (Saint-Étienne, 26 augustus 1959) is een Franse jazzsaxofonist en fluitist.
Meschinet werkte met Claude Nougaro, Charles Aznavour, Nicole Croisille, Wynton Marsalis, Larry Coryell, Pierre Michelot, Riccardo Del Fra, Daniel Humair, Gérard Badinis Super Swing Machine, de bigband van Michel Legrand en de Paris Jazz Big Band (Django d’Or voor Paris 24). Hij speelde met gitarist Gilles Renne en organist Philippe Petit in de groep Mister Hyde. In 1996 richtte hij een eigen kwartet op. Voor zijn debuutalbum Cannonblues kreeg hij in 1998 de Django d’Or in de categorie 'Newcomer'. Op zijn tweede album Night in Tokyo (met Alfio Origlio, Christophe Levan, Christophe Bras en Gilles Renne) concentreerde hij zich op de fluit. Verder speelt hij in de groepen van René Urtreger en Fredrika Stahl. Hij is te horen op de platen Chambre avec vue van Henri Salvador, Turning Me Jazz van Louisa Bey en 1000 Vies van Stephan Eicher. 